# Pseudopecoelus japonicus
Pseudopecoelus japonicus är en plattmaskart. Pseudopecoelus japonicus ingår i släktet Pseudopecoelus och familjen Opecoelidae. Inga underarter finns listade i Catalogue of Life.